# Kafr kasem
Pour plus de détails, voir Fiche technique et Distribution.
Kafr kasem est un film dramatique syrien réalisé par Borhane Alaouié et sorti en 1974. 
Le film a été présenté en 1974 aux Journées cinématographiques de Carthage, en Tunisie, et, en juin 1975 au 9e Festival international du film de Moscou où il a remporté un diplôme et été nommé pour le Golden Prize.

## Synopsis

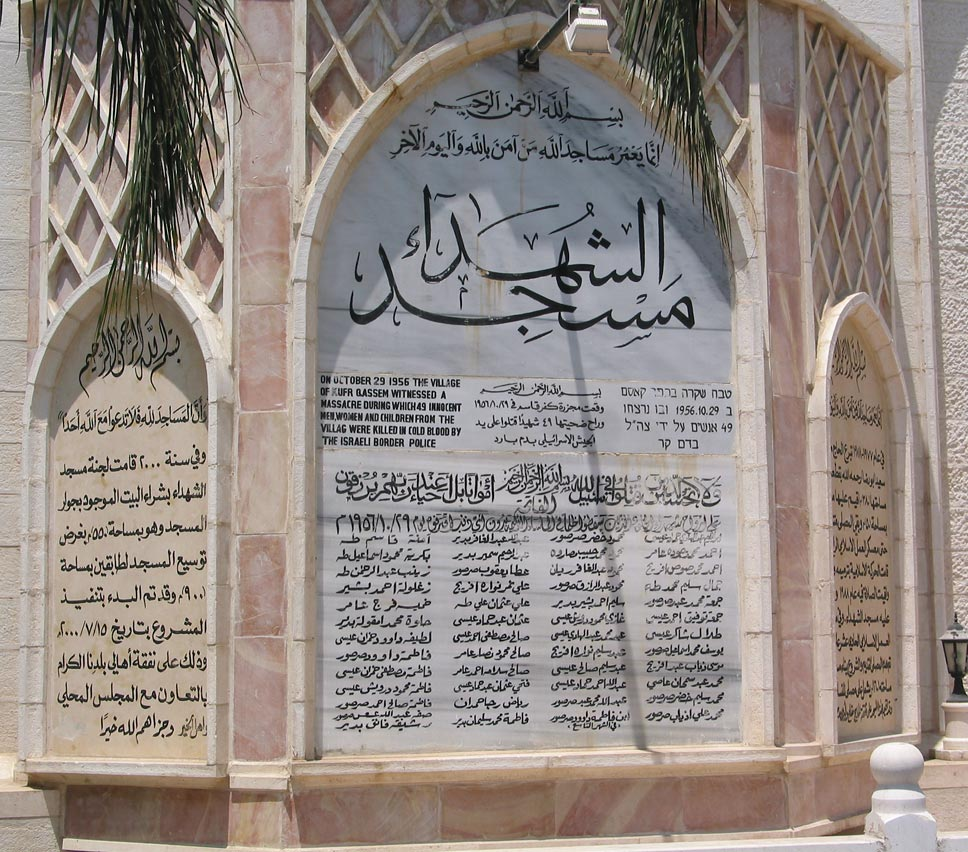
Memorial dans la mosquée de Kafr Qasim commémorant le massacre.

Le sujet du film est le massacre de Kafr Qassem qui a eu lieu en Israël en 1956.

## Fiche technique
- Titre : Kafr kasem
- Réalisation : Borhane Alaouié
- Musique : Walid Gulmiah
- Montage : Eliane Du Bois
- Son : Henri Morelle

## Distribution
- Abdallah Abbassi :
- Ahmad Ayub :
- Salim Sabri :
- Shafiq Manfaluti :
- Charlotte Rushdi :
- Zaina Hanna :
- Intissar Shammar :